# Blucasino Demétrio da Sérvia

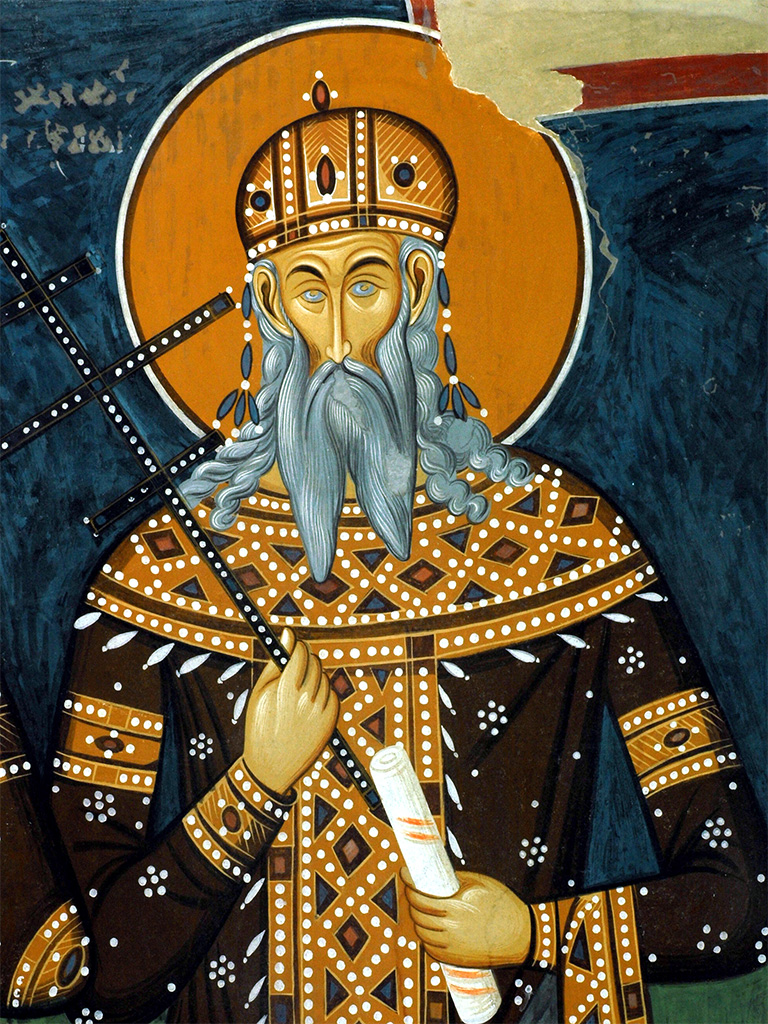
Afresco de Blucasino Demétrio no Mosteiro de Psača

Blucasino Demétrio (em grego medieval: Βλουκασῖνος Δημήτριος; romaniz.: Bloukasinos Demétrios; (em sérvio: Вукашин Мрњавчевић; romaniz.: Vukašin Mrnjavčević; Livno, atual Bósnia e Herzegovina, aprox. 1320 - Maritsa, Bulgária, 26 de setembro de 1371) foi um rei sérvio, que governou de 1365 a 1371.
Era um nobre na corte do imperador Estêvão Uresis IV, que, em 1350, conferiu-lhe o título de zupano (príncipe) de Prilepo. Mais tarde, sob o imperador Estêvão Uresis V, reinou sobre uma área que compreende porções do centro e noroeste da atual República da Macedônia. Foi morto na batalha do rio Maritsa, em 1371, ao lado do seu irmão, Uglješa Mrnjavčević. 